# Бэтмен (саундтрек, 2022)
Бэ́тмен (оригинальный саундтрек) — музыка к фильму «Бэтмен» (2022), написанная Майклом Джаккино. Альбом был выпущен лейблом WaterTower 25 февраля 2022 года, за неделю до премьеры фильма.

## История создания
В октябре 2019 года режиссёр «Бэтмена» Мэтт Ривз объявил, что Майкл Джаккино напишет саундтрек к картине. Джаккино ранее работал с Ривзом при создании фильмов «Монстро» (2008), «Впусти меня. Сага» (2010), «Планета обезьян: Революция» (2014) и «Планета обезьян: Война» (2017). В том же месяце Джаккино сказал, что уже написал заглавную тему для фильма, поскольку ожидал, что композитором станет именно он; так как музыка была написана намного раньше, чем обычно бывает при производстве кинолент, Джаккино и Ривз решили использовать её в рекламной кампании. Джаккино заявил, что ощущал полную свободу при написании тех композиций, которые он сам хотел сочинить, сходясь с Ривзом во мнении, что это было их собственное видение Бэтмена, напоминающее то, как различные авторы комиксов в разное время пытались найти отличный от прочих подход к персонажу.
Джаккино записывал саундтрек на студии «Эбби-Роуд» в Лондоне и завершил работу в октябре 2021 года. Заглавная тема была выпущена в качестве сингла 21 января 2022 года. Тема Джаккино для персонажа Загадочника была выпущена 4 февраля, также в качестве сингла, и по такой же схеме 17 февраля была выпущена тема Женщины-кошки. Загруженная на канал WaterTower Music на YouTube заглавная тема собрала 2,3 млн просмотров, став самым просматриваемым в истории лейбла саундтреком к фильму, выпущенным до его премьеры. Полный альбом с композициями вышел 25 февраля.

## Список композиций
Вся музыка написана Майклом Джаккино. Композицию «Sonata in Darkness» исполняет пианистка Глория Чен.
| №                   | Название                            | Длительность |
| ------------------- | ----------------------------------- | ------------ |
| 1.                  | «Can’t Fight City Halloween»        | 4:04         |
| 2.                  | «Mayoral Ducting»                   | 2:34         |
| 3.                  | «It’s Raining Vengeance»            | 4:31         |
| 4.                  | «Don’t Be Voyeur with Me»           | 2:38         |
| 5.                  | «Crossing the Feline»               | 1:46         |
| 6.                  | «Gannika Girl»                      | 2:30         |
| 7.                  | «Moving in for the Gil»             | 4:23         |
| 8.                  | «Funeral and Far Between»           | 1:45         |
| 9.                  | «Collar ID»                         | 1:15         |
| 10.                 | «Escaped Crusader»                  | 2:44         |
| 11.                 | «Penguin of Guilt»                  | 3:44         |
| 12.                 | «Highway to the Anger Zone»         | 5:19         |
| 13.                 | «World’s Worst Translator»          | 3:34         |
| 14.                 | «Riddles, Riddles Everywhere»       | 1:54         |
| 15.                 | «Meow and You and Everyone We Know» | 5:18         |
| 16.                 | «For All Your Pennyworth»           | 2:38         |
| 17.                 | «Are You a Kenzie or a Can’t-zie?»  | 5:45         |
| 18.                 | «An Im-purr-fect Murder»            | 3:48         |
| 19.                 | «The Great Pumpkin Pie»             | 2:22         |
| 20.                 | «Hoarding School»                   | 4:55         |
| 21.                 | «A Flood of Terrors»                | 4:29         |
| 22.                 | «A Bat in the Rafters, Pt. 1»       | 4:33         |
| 23.                 | «A Bat in the Rafters, Pt. 2»       | 6:42         |
| 24.                 | «The Bat’s True Calling»            | 3:05         |
| 25.                 | «All’s Well That Ends Farewell»     | 2:41         |
| 26.                 | «The Batman»                        | 6:47         |
| 27.                 | «The Riddler»                       | 5:01         |
| 28.                 | «Catwoman»                          | 3:03         |
| 29.                 | «Sonata in Darkness»                | 12:11        |
| Общая длительность: | Общая длительность:                 | 1:55:59      |

## Дополнительная музыка
Песня «Something in the Way» группы Nirvana, использованная в промоматериалах, дважды звучит в самом фильме — в начале и в конце. Также в фильме звучат композиции «Третья песня Эллен» Франца Шуберта, «Концерт для фортепиано с оркестром № 5» Людвига ван Бетховена, «Frisk» Патрика Топпинга и Кевина Сондерсона, «Tesla» Corvad, «Hot 44» Baauer, «Troop» и «Darkroom» Пегги Гу, «Dido’s Lament» Генри Пёрселла, «Реквием» Габриеля Форе, «I Have But One Heart» Эла Мартино и «Volare» Дина Мартина. «Третья песня Эллен» звучит на протяжении хронометража четыре раза и исполнена хором мальчиков Тиффинской школы, как и «Dido’s Lament». Пол Дано, сыгравший Загадочника в фильме, исполнил песню в сцене допроса антагониста Бэтменом. Шведский диджей и продюсер Алессо спродюсировал для фильма трек «Dark».

## Приём
| Оценки критиков | Оценки критиков |
| Источник        | Оценка          |
| --------------- | --------------- |
| AllMusic        | [ 13 ]          |
| Filmtracks      | [ 14 ]          |
| Movie Wave      | [ 15 ]          |

Саундтрек был удостоен положительных отзывов от критиков и зрителей. Журналист Variety Джон Бёрлингейм назвал музыку «симфоническим эквивалентом фильму Ривза, наводящим на мысль об одержимой фигуре в маске, оказавшейся посреди жестокого круговорота преступности в Готэме». Обозревательница портала AllMusic Марси Донельсон дала саундтреку 4 балла из 5, назвав его «мрачным, притаившимся в тени и зачастую до жути разреженным», чему способствуют элементы рока и оркестрового инструментала. Журналистка /Film Валери Эттенхофер также положительно оценила работу композитора. «Давненько саундтреки к супергеройским фильмам не казались настолько эпичными», — написала она.

### Награды и номинации
| Премия                                              | Дата вручения   | Категория                                                      | Результат    | Ист.          |
| --------------------------------------------------- | --------------- | -------------------------------------------------------------- | ------------ | ------------- |
| Премия Ассоциации кинокритиков Остина               | 10 января 2023  | «Лучшая музыка»                                                | Номинация    | [ 17 ] [ 18 ] |
| Ассоциация кинокритиков Чикаго                      | 14 декабря 2022 | «Лучшая оригинальная музыка»                                   | Номинация    | [ 19 ] [ 20 ] |
| «Выбор критиков»                                    | 15 января 2023  | «Лучшая музыка»                                                | Номинация    | [ 21 ]        |
| Премия Ассоциации кинокритиков Джорджии             | 13 января 2023  | «Лучшая оригинальная музыка»                                   | Победа       | [ 22 ]        |
| «Грэмми»                                            | 5 февраля 2023  | «Лучший саундтрек для визуальных медиа»                        | Номинация    | [ 23 ]        |
| Творческая премия Ассоциации кинокритиков Голливуда | 24 февраля 2023 | «Лучшая музыка»                                                | Номинация    | [ 24 ]        |
| Hollywood Music in Media Awards                     | 16 ноября 2022  | «Лучший оригинальный саундтрек в научно-фантастическом фильме» | Номинация    | [ 25 ]        |
| Общество сетевых кинокритиков                       | 23 января 2023  | «Лучшая оригинальная музыка»                                   | Номинация    | [ 26 ] [ 27 ] |
| «Сатурн»                                            | 25 октября 2022 | «Лучшая музыка»                                                | Номинация    | [ 28 ] [ 29 ] |
| Общество композиторов и поэтов-песенников           | 15 февраля 2023 | «Лучшая оригинальная музыка к студийному фильму»               | Номинация    | [ 30 ]        |
| Премия Ассоциации кинокритиков Сент-Луиса           | 18 декабря 2022 | «Лучшая музыка»                                                | Второе место | [ 31 ]        |
| Премия Ассоциации кинокритиков Вашингтона           | 12 декабря 2022 | «Лучшая оригинальная музыка»                                   | Победа       | [ 32 ]        |

## Чарты
| Чарт (2022)                           | Высшая позиция |
| ------------------------------------- | -------------- |
| Japanese Hot Albums (Billboard Japan) | 96             |
| Швейцария (Schweizer Hitparade)       | 92             |
| США (Billboard 200)                   | 183            |
| США (Billboard Soundtrack Albums)     | 5              |